# Römische Villa bei Hinton St Mary

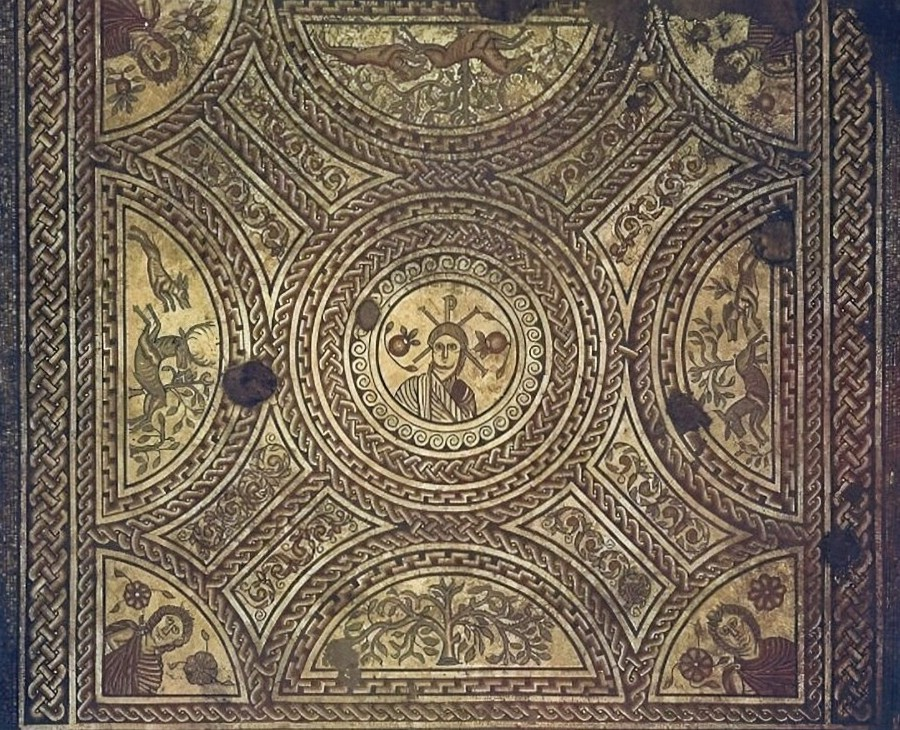
Mosaik aus der Villa bei Hinton St Mary

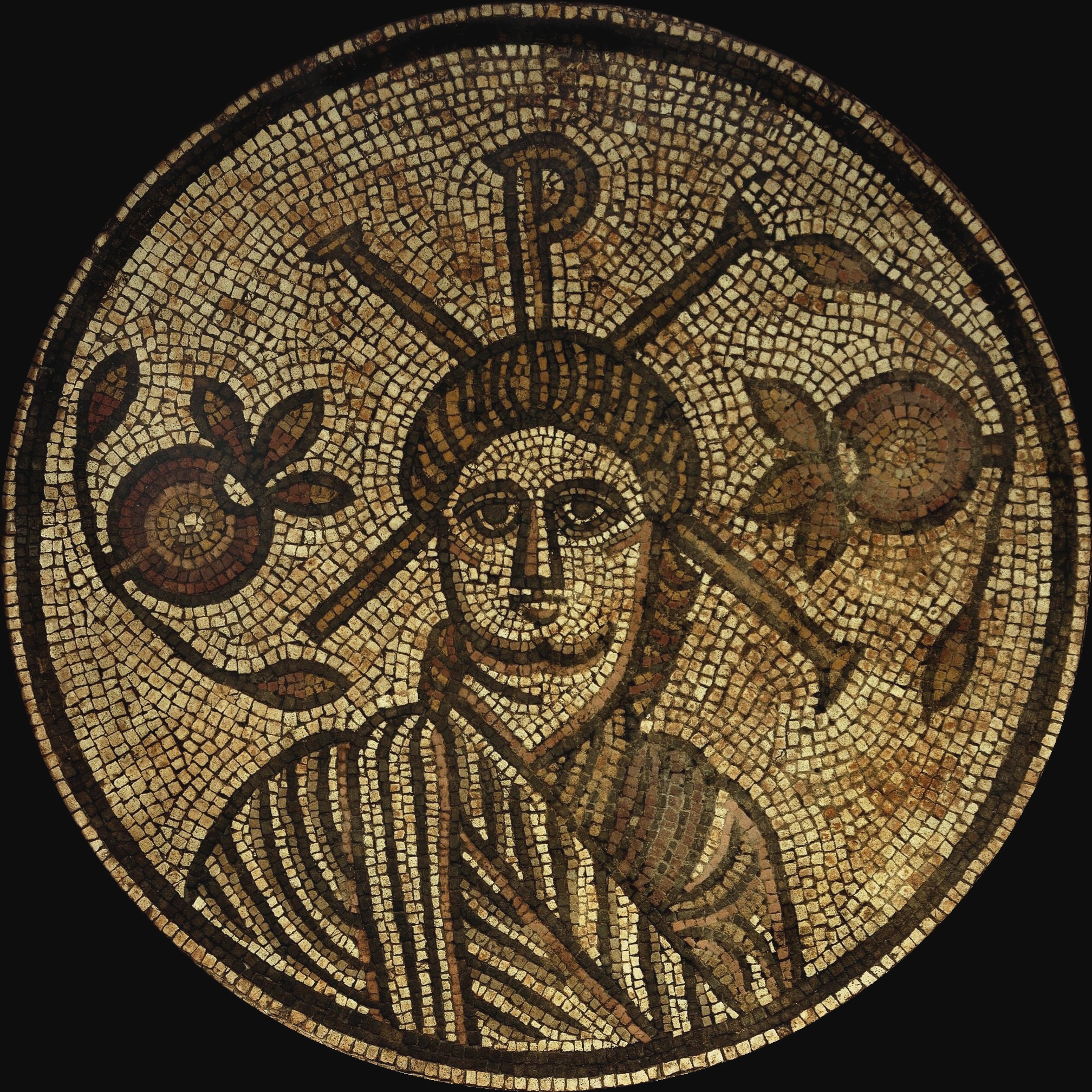
Das zentrale Motiv des Mosaiks

Bei Hinton St Mary in Dorset (England) wurden 1963 die Reste einer römischen Villa gefunden, deren Mosaiken überregionales Interesse erregten. Die Villa ist nur zum Teil ergraben, so dass nur wenig zu ihrem Typ und der Gesamtanlage gesagt werden kann. Es ist sogar vermutet worden, dass es sich bei den gefundenen Resten nicht um eine Villa, sondern um eine Kirche handelt. Der Münzbefund legt eine Belegung des Baues von etwa 270 bis 400 nahe.
Das gefundene Mosaik schmückte zwei Räume. Im kleineren Raum fand sich im zentralen Feld des Mosaiks ein Bild des Bellerophon auf dem Pegasus reitend. Die beiden Seitenfelder zeigen Jagdszenen. Im großen Raum hatte das Mosaik verschiedene Felder, die an den Seiten zeigen wiederum Jagdszenen und in den Ecken die Bilder von jeweils einem Mann. Das zentrale Feld zeigt eine Büste mit dem Chi-Rho im Hintergrund. Es handelt sich vielleicht um die frühste Christus-Darstellung aus dem römischen Britannien. Das Mosaik datiert in das 4. Jahrhundert. Es stammt vielleicht aus einer Werkstatt in Durnovaria, die als Durnovarian Group bekannt ist. Es befindet sich heute im British Museum in London.